# Psamético III
Psamético III foi sexto e último faraó da XXVI dinastia egípcia, reinando por um breve período de apenas seis meses em 525 a.C. Seu curto reinado foi marcado pela invasão e conquista do Egito por Cambises II, rei da Pérsia Aquemênida.
Psamético, chamado por Ctésias de Amirteu, assumiu o Egito quando da morte do pai Amósis II  e quando Cambises II já rumava para o Egito. Ele reinou por apenas seis meses.
Em 525 a.C., durante a invasão persa, choveu em Tebas, no Alto Egito, um sinal de boa sorte.
Cambises cercou Pelúsio, e colocou, na frente do seu exército, gatos, cães, ovelhas e o pássaro Íbis, que os egípcios consideravam deuses. Os egípcios não atiraram nos persas, para não ferir seus deuses, e Cambises capturou a cidade, e invadiu o Egito.
Em seguida, Cambises capturou Mênfis e a Cirenaica. Dez dias após a captura de Mênfis, para humilhar Psamético, Cambises fez sua filha, com outras jovens da nobreza egípcia, trazer água do rio. Em seguida, ele enviou o jovem filho de Psamético, com 2000 outros jovens da mesma idade, com cordas no pescoço e argolas na boca, para serem executados de forma vergonhosa, por vingança aos homens de Mênfis que haviam assassinado os embaixadores de Mitilene que Cambises havia enviado.
Ussher cita duas versões sobre o fim de Psamético. Segundo Heródoto, ele viveu em paz sob Cambises, mas depois de ter se rebelado foi condenado, bebeu sangue de touro e morreu. Segundo Ctésias, Psamético foi levado como prisioneiro para Susa, junto de 6 000 egípcios.

## Titulatura
| nswt&bity |

| nswt&bity |

|             |     |           |
| \| \| \| \| |     |           |
|             |     |           |
| N5          | S34 | D28 · N35 |

| N5 | S34 | D28 · N35 |

|             |     |           |
| \| \| \| \| |     |           |
|             |     |           |
| N5          | S34 | D28 · N35 |

| N5 | S34 | D28 · N35 |

|             |     |           |
| \| \| \| \| |     |           |
|             |     |           |
| N5          | S34 | D28 · N35 |

| N5 | S34 | D28 · N35 |

|             |     |           |
| \| \| \| \| |     |           |
|             |     |           |
| N5          | S34 | D28 · N35 |

| N5 | S34 | D28 · N35 |

| G39 | N5 | \| \| |
|     |    |       |

|  |

| G39 | N5 | \| \| |
|     |    |       |

|  |

|                |     |     |           |
| \| \| \| \| \| |     |     |           |
|                |     |     |           |
| Q3             | S29 | G17 | V13 · V31 |

| Q3 | S29 | G17 | V13 · V31 |

|                |     |     |           |
| \| \| \| \| \| |     |     |           |
|                |     |     |           |
| Q3             | S29 | G17 | V13 · V31 |

| Q3 | S29 | G17 | V13 · V31 |

|                |     |     |           |
| \| \| \| \| \| |     |     |           |
|                |     |     |           |
| Q3             | S29 | G17 | V13 · V31 |

| Q3 | S29 | G17 | V13 · V31 |

|                |     |     |           |
| \| \| \| \| \| |     |     |           |
|                |     |     |           |
| Q3             | S29 | G17 | V13 · V31 |

| Q3 | S29 | G17 | V13 · V31 |